# Mark Fitzpatrick
Mark Fitzpatrick (né le 13 novembre 1968 à Toronto en Ontario au Canada) est un gardien de but professionnel de hockey sur glace.

## Carrière

### Carrière junior
Il débute dans différentes ligues majeures sa carrière en 1983. En 1984, il rejoint l'équipe junior de la Ligue de hockey de l'Ouest, les Tigers de Medicine Hat. Avec l'équipe des Tigers, il joue quatre saisons et lors des deux dernières saisons, en 1987 et 1988, son équipe remporte le titre de champion de la ligue et accède à deux reprises à la Coupe Memorial. Fitzpatrick aide son équipe à remporter les deux années la Coupe et est récompensé à titre personnel par le trophée Hap-Emms du meilleur gardien de la finale.
Entre les deux années, il est participe au repêchage d'entrée dans la Ligue nationale de hockey et est choisi par les Kings de Los Angeles en tant que 27e joueur choisi, au deuxième tour.

### Carrière professionnelle
Il se présente pour la première fois au camp d'entraînements des Kings en 1988. Aux côtés de quatre autres gardiens, il va assurer le rôle de gardien remplaçant derrière Glenn Healy pour les Kings. Il joue également certains matchs de la saison dans la Ligue américaine de hockey avec les Nighthawks de New Haven. Il ne va cependant pas finir la saison LNH avec les Kings et prend la direction des Islanders de New York en mai. Il est échangé avec Wayne McBean en retour de Kelly Hrudey. Lors de la saison suivante, il est le gardien numéro des Islanders et les emmène en série éliminatoire. Ils sont malgré tout éliminés dès le premier tour.
Au cours de la saison 1990-1991, un mal mystérieux vient mettre un frein à sa carrière. Il lui est alors diagnostiqué un problème de tryptophane. Il fait tout de même son retour pour la saison suivante et à cette occasion, il lui est remis le trophée Bill-Masterton récompensant son courage et sa persévérance devant l'adversité.
Au cours de l'été 1993, il est échangé avec le premier choix du repêchage des Islanders contre celui des Nordiques de Québec et Ron Hextall. Quatre jours plus tard, lors du  repêchage d'expansion de la LNH, il est choisi par les Panthers de la Floride. Numéro 2 derrière John Vanbiesbrouck, il va passer quelques saisons avec les Panthers avant de prendre la direction du Lightning de Tampa Bay au cours de la saison 1997-1998. Il n'arrive toujours pas à se faire une place de numéro un et va passer chez les Blackhawks de Chicago puis avec les Hurricanes de la Caroline au cours des deux saisons suivantes. Il met fin à sa carrière en 2001 après neuf matchs de la saison avec les Vipers de Détroit de la Ligue internationale de hockey.

## Statistiques
| Saison     | Équipe                        | Ligue          |     | Saison régulière | Saison régulière | Saison régulière | Saison régulière | Saison régulière | Saison régulière | Saison régulière | Saison régulière | Saison régulière | Saison régulière |    | Séries éliminatoires | Séries éliminatoires | Séries éliminatoires | Séries éliminatoires | Séries éliminatoires | Séries éliminatoires | Séries éliminatoires | Séries éliminatoires | Séries éliminatoires |
| Saison     | Équipe                        | Ligue          | PJ  | V                | D                | Pr/N             | Min              | BC               | Moy              | % Arr            | Bl               | Pun              | PJ               | V  | D                    | Min                  | BC                   | Moy                  | % Arr                | Bl                   | Pun                  |                      |                      |
| 1983-1984  | Rangers de Revelstoke         | LHCB           | 21  |                  |                  |                  | 1 019            | 90               | 5,3              |                  | 0                | 0                | -                | -  | -                    | -                    | -                    | -                    | -                    | -                    | -                    |                      |                      |
| 1984-1985  | Canucks de Calgary            | LHJA           | 29  | 18               | 8                | 0                | 1 631            | 102              | 3,75             |                  | 2                |                  | -                | -  | -                    | -                    | -                    | -                    | -                    | -                    | -                    |                      |                      |
| 1984-1985  | Tigers de Medicine Hat        | LHOu           | 3   | 1                | 2                | 0                | 180              | 9                | 3                |                  | 0                | 0                | 1                | 0  | 0                    | 20                   | 2                    | 6                    |                      | 0                    | 0                    |                      |                      |
| 1985-1986  | Tigers de Medicine Hat        | LHOu           | 41  | 26               | 6                | 1                | 2 074            | 99               | 2,86             |                  | 1                | 6                | 19               | 11 | 5                    | 986                  | 58                   | 3,53                 |                      | 0                    |                      |                      |                      |
| 1986-1987  | Tigers de Medicine Hat        | LHOu           | 50  | 31               | 11               | 4                | 2 844            | 159              | 3,35             |                  | 4                | 16               | 20               | 12 | 8                    | 1 224                | 71                   | 3,48                 |                      | 1                    |                      |                      |                      |
| 1987       | Tigers de Medicine Hat        | Coupe Memorial | 5   | 4                | 1                | 0                | 300              | 10               | 2                |                  | 1                |                  | 5                | 4  | 1                    | 300                  | 10                   | 2                    |                      | 1                    |                      |                      |                      |
| 1987-1988  | Tigers de Medicine Hat        | LHOu           | 63  | 36               | 15               | 6                | 3 600            | 194              | 3,23             |                  | 2                | 29               | 16               | 12 | 4                    | 959                  | 52                   | 3,25                 |                      | 1                    | 14                   |                      |                      |
| 1988       | Tigers de Medicine Hat        | Coupe Memorial | 5   | 4                | 1                | 0                | 280              | 17               | 3,64             |                  | 0                |                  | 5                | 4  | 1                    | 280                  | 17                   | 3,64                 |                      | 0                    |                      |                      |                      |
| 1988-1989  | Kings de Los Angeles          | LNH            | 17  | 6                | 7                | 3                | 957              | 64               | 4,01             | 88,6             | 0                | 2                | -                | -  | -                    | -                    | -                    | -                    | -                    | -                    | -                    |                      |                      |
| 1988-1989  | Nighthawks de New Haven       | LAH            | 18  | 10               | 5                | 1                | 980              | 54               | 3,31             |                  | 1                | 10               | -                | -  | -                    | -                    | -                    | -                    | -                    | -                    | -                    |                      |                      |
| 1988-1989  | Islanders de New York         | LNH            | 11  | 3                | 5                | 2                | 627              | 41               | 3,93             | 86,9             | 0                | 2                | -                | -  | -                    | -                    | -                    | -                    | -                    | -                    | -                    |                      |                      |
| 1989-1990  | Islanders de New York         | LNH            | 47  | 19               | 19               | 5                | 2 653            | 150              | 3,39             | 89,8             | 3                | 18               | 4                | 0  | 2                    | 152                  | 13                   | 5,13                 | 81,7                 | 0                    | 19                   |                      |                      |
| 1990-1991  | Islanders de New York         | LNH            | 2   | 1                | 1                | 0                | 120              | 6                | 3,01             | 90               | 0                | 0                | -                | -  | -                    | -                    | -                    | -                    | -                    | -                    | -                    |                      |                      |
| 1990-1991  | Islanders de Capital District | LAH            | 12  | 3                | 7                | 2                | 734              | 47               | 3,84             |                  | 0                | 6                | -                | -  | -                    | -                    | -                    | -                    | -                    | -                    | -                    |                      |                      |
| 1991-1992  | Islanders de New York         | LNH            | 30  | 11               | 13               | 5                | 1 743            | 93               | 3,2              | 90,2             | 0                | 8                | -                | -  | -                    | -                    | -                    | -                    | -                    | -                    | -                    |                      |                      |
| 1991-1992  | Islanders de Capital District | LAH            | 14  | 6                | 5                | 1                | 782              | 39               | 2,99             |                  | 0                | 8                | -                | -  | -                    | -                    | -                    | -                    | -                    | -                    | -                    |                      |                      |
| 1992-1993  | Islanders de New York         | LNH            | 39  | 17               | 15               | 5                | 2 253            | 130              | 3,46             | 87,8             | 0                | 2                | 3                | 0  | 1                    | 77                   | 4                    | 3,11                 | 82,6                 | 0                    | 2                    |                      |                      |
| 1992-1993  | Islanders de Capital District | LAH            | 5   | 1                | 3                | 1                | 284              | 18               | 3,8              |                  | 0                | 2                | -                | -  | -                    | -                    | -                    | -                    | -                    | -                    | -                    |                      |                      |
| 1993-1994  | Panthers de la Floride        | LNH            | 28  | 12               | 8                | 6                | 1 603            | 73               | 2,73             | 91,4             | 1                | 4                | -                | -  | -                    | -                    | -                    | -                    | -                    | -                    | -                    |                      |                      |
| 1994-1995  | Panthers de la Floride        | LNH            | 15  | 6                | 7                | 2                | 819              | 36               | 2,64             | 9                | 2                | 0                | -                | -  | -                    | -                    | -                    | -                    | -                    | -                    | -                    |                      |                      |
| 1995-1996  | Panthers de la Floride        | LNH            | 34  | 15               | 11               | 3                | 1 786            | 88               | 2,96             | 89,1             | 0                | 12               | 2                | 0  | 0                    | 60                   | 6                    | 6                    | 80                   | 0                    | 0                    |                      |                      |
| 1996-1997  | Panthers de la Floride        | LNH            | 30  | 8                | 9                | 9                | 1 680            | 66               | 2,36             | 91,4             | 0                | 13               | -                | -  | -                    | -                    | -                    | -                    | -                    | -                    | -                    |                      |                      |
| 1997-1998  | Panthers de la Floride        | LNH            | 12  | 2                | 7                | 2                | 640              | 32               | 3                | 87,9             | 1                | 2                | -                | -  | -                    | -                    | -                    | -                    | -                    | -                    | -                    |                      |                      |
| 1997-1998  | Lightning de Tampa Bay        | LNH            | 34  | 7                | 24               | 1                | 1 938            | 102              | 3,16             | 89,5             | 1                | 14               | -                | -  | -                    | -                    | -                    | -                    | -                    | -                    | -                    |                      |                      |
| 1997-1998  | Komets de Fort Wayne          | LIH            | 2   | 1                | 1                | 0                | 119              | 8                | 4,03             | 85,7             | 0                | 0                | -                | -  | -                    | -                    | -                    | -                    | -                    | -                    | -                    |                      |                      |
| 1998-1999  | Blackhawks de Chicago         | LNH            | 27  | 6                | 8                | 6                | 1 403            | 64               | 2,74             | 90,6             | 0                | 8                | -                | -  | -                    | -                    | -                    | -                    | -                    | -                    | -                    |                      |                      |
| 1999-2000  | Hurricanes de la Caroline     | LNH            | 3   | 0                | 2                | 0                | 107              | 8                | 4,48             | 88,2             | 0                | 0                | -                | -  | -                    | -                    | -                    | -                    | -                    | -                    | -                    |                      |                      |
| 1999-2000  | Cyclones de Cincinnati        | LIH            | 24  | 11               | 11               | 1                | 1 379            | 59               | 2,57             | 91,6             | 4                | 61               | -                | -  | -                    | -                    | -                    | -                    | -                    | -                    | -                    |                      |                      |
| 2000-2001  | Vipers de Détroit             | LIH            | 9   | 4                | 4                | 0                | 485              | 21               | 2,6              | 91,9             | 0                | 4                | -                | -  | -                    | -                    | -                    | -                    | -                    | -                    | -                    |                      |                      |
| Totaux LNH | Totaux LNH                    | Totaux LNH     | 329 | 113              | 136              | 49               | 18 328           | 953              | 3,12             | 89,6             | 8                | 85               | 9                | 0  | 3                    | 289                  | 23                   | 4,77                 | 81,4                 | 0                    | 21                   |                      |                      |

## Honneurs et trophées personnels
- Ligue de hockey de l'Ouest
  - 1986 - gardien de l'année et sélectionné dans la seconde équipe type de l'association de l'Est
  - 1987 - sélectionné en tant que gardien de l'équipe type de la Coupe Memorial. Il remporte également le trophée Hap-Emms.
  - 1988 - sélectionné en tant que gardien de l'équipe type de la Coupe Memorial. Il remporte également le trophée Hap-Emms et est sélectionné dans la seconde équipe type de l'association de l'est
- Ligue nationale de hockey
  - 1992 - trophée Bill-Masterton